# Wolfgang Heyl

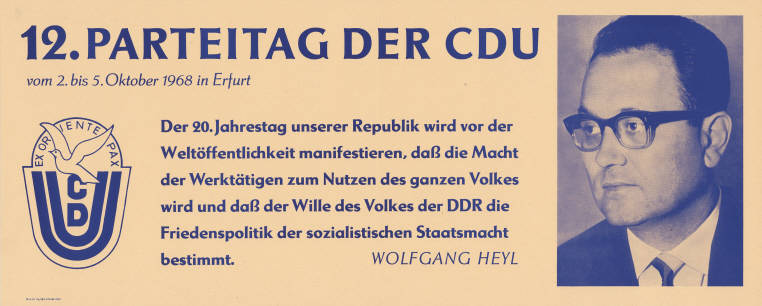
Kandidatenplakat zum 12. Parteitag der CDU in Erfurt 1968

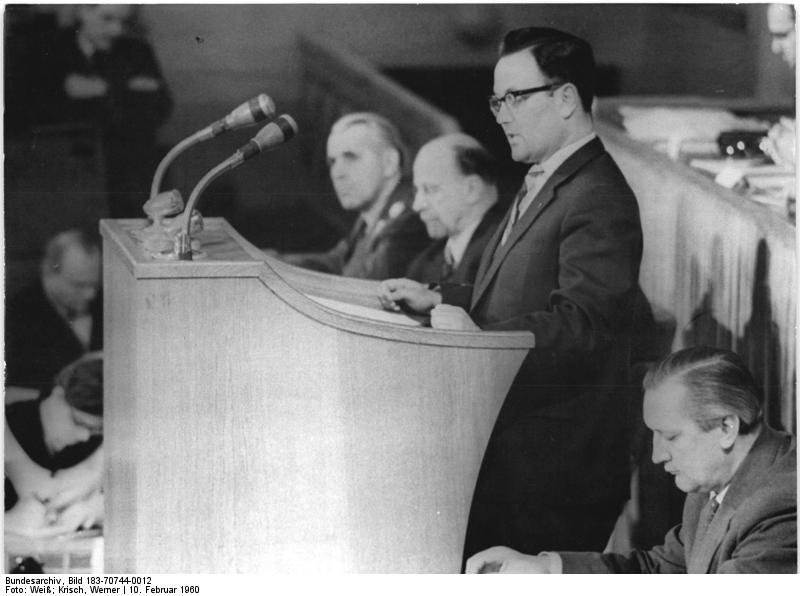
Wolfgang Heyl als Abgeordneter der Volkskammer (1960).

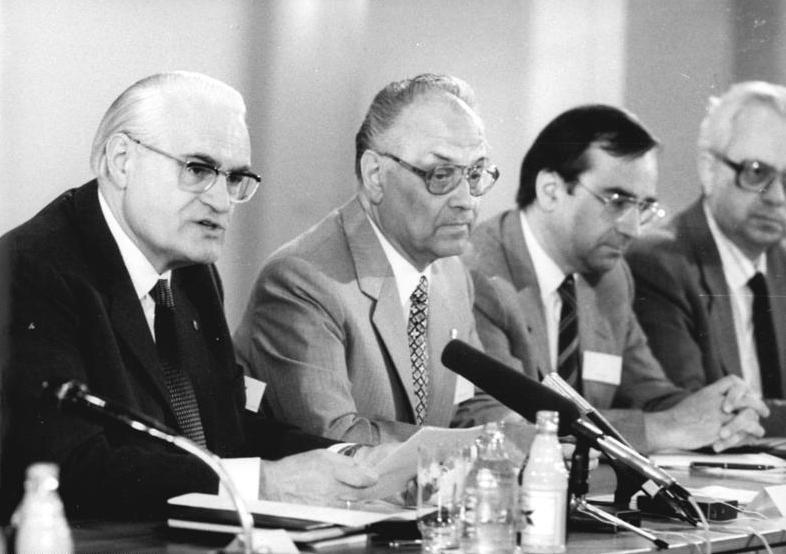
Beim CDU-Friedenskolloquium 1989, 2. v. l.

Wolfgang Heyl (* 21. August 1921 in Borna; † 14. Mai 2014) war ein deutscher Politiker (CDU) in der DDR.

## Leben
Heyl, Sohn eines Kaufmanns, besuchte in Borna die Volks- und Oberschule. Er absolvierte eine Ausbildung zum Zimmermann. Er beantragte am 6. März 1939 die Aufnahme in die NSDAP und wurde zum 1. September desselben Jahres aufgenommen (Mitgliedsnummer 7.171.562). Ab 1941 leistete er Kriegsdienst in der Wehrmacht. 1945 geriet er als Oberleutnant kurzzeitig in sowjetische, dann in amerikanische Kriegsgefangenschaft.
Von 1945 bis 1947 arbeitete er als Zimmermann. 1945 trat er dem FDGB bei. Von 1947 bis 1952 war er Mitarbeiter, zuletzt Geschäftsführer der Industrie- und Handelskammer Borna. 

### CDU-Funktionär
1949 wurde er Mitglied der Christlich-Demokratischen Union Deutschlands (CDU). Von 1949 bis 1953 war er Mitglied der Stadtverordnetenversammlung Borna. Von 1952 bis 1954 fungierte er als Organisationssekretär bzw. stellvertretender Vorsitzender des CDU-Bezirksverbandes Leipzig. Von 1954 bis 1958 war er Vorsitzender des CDU-Bezirksvorstandes Leipzig. Von 1958 bis 1966 wirkte Heyl als stellvertretender CDU-Generalsekretär, von 1966 bis 1971 war er Mitglied des Präsidiums und des Sekretariats des CDU-Hauptvorstandes. Anschließend war er von 1976 bis 1989 stellvertretender CDU-Vorsitzender und vom 2. bis zum 10. November 1989 kurzzeitig amtierender CDU-Vorsitzender. 

### Abgeordneter
Von 1953 bis 1958 war er Abgeordneter der CDU im Bezirkstag Leipzig, von 1958 bis März 1990 Abgeordneter der Volkskammer der DDR. Von 1963 bis 1989 war er dort Vorsitzender der CDU-Fraktion. Von 1963 bis 1967 war er Schriftführer des Ausschusses für Industrie, Bauwesen und Verkehr, ab 1967 Erster stellvertretender Vorsitzender des Ausschusses für Haushalt und Finanzen. Seit 1971 war er  Vorsitzender des Ausschusses für Auswärtige Angelegenheiten der Volkskammer. Von 1976 bis November 1989 gehörte Heyl als Mitglied auch dem Präsidium der Volkskammer an. 
Von 1967 bis 1971 und 1976 bis 1986 war er stellvertretender Vorsitzender der Interparlamentarischen Gesellschaft der DDR.

### Weitere Funktionen
Ab 1966 war Heyl Mitglied des Präsidiums des Nationalrates der Nationalen Front, ab 1974 Mitglied des Präsidiums des Friedensrates der DDR und ab 1975 Mitglied des Präsidiums der Liga für Völkerfreundschaft. Heyl war auch stellvertretender Vorsitzender der Freundschaftsgesellschaft DDR-Österreich.

## Auszeichnungen
- Ehrenspange zum Vaterländischen Verdienstorden in Gold (1977)[3]
- Stern der Völkerfreundschaft in Gold (1981)[4]
- Held der Arbeit (1986)

## Schriften (Auswahl)
- Die Bundesrepublik, ein Modell? Sekretariat des Hauptvorstandes der CDU, Berlin 1969.
- Christ im Sozialismus. Freiheit und Dienst. Aus Reden und Aufsätzen 1958–1980. Union, Berlin 1980.

Hefte aus Burgscheidungen
- Es gibt keinen dritten Weg. Zentrale Schulungsstätte „Otto Nuschke“, Burgscheidungen 1960.
- Glanz und Elend der Adenauer-CDU. Zentrale Schulungsstätte „Otto Nuschke“, Burgscheidungen 1963.
- Wissenschaftliche Leitungstätigkeit – Voraussetzung neuer Erfolge. Zentrale Schulungsstätte „Otto Nuschke“, Burgscheidungen 1964.
- Zwanzig Jahre demokratische Bodenreform. Zentrale Schulungsstätte „Otto Nuschke“, Burgscheidungen 1965.
- Was unsere Parteigeschichte lehrt. Union, Berlin 1970.
- Erlebnisse und Ergebnisse: zum Weltkongress der Friedenskräfte. Union, Berlin 1974.
- Verantwortung und Tatbereitschaft: zu Problemen der Leitungstätigkeit. Union, Berlin 1975.
- Christen im Engagement – heute und morgen. Union, Berlin 1976
- Christlicher Glaube und gesellschaftlicher Fortschritt. Christen im Bündnis für Frieden und soziale Gerechtigkeit. Union, Berlin 1977.
- Chancen des Friedens: Betrachtungen nach der Weltkonferenz „Religiöse Vertreter für die Rettung der Heiligen Gabe des Lebens vor einer Nuklearen Katastrophe“. Union, Berlin 1982.
- Erhalten und gestalten: zu einigen gesellschaftspolitischen Aspekten der Landeskultur. Union, Berlin 1983.
- Für Sicherheit und Zusammenarbeit in Europa: 10 Jahre Schlussakte der Konferenz von Helsinki. Union, Berlin 1984.
- CDU im Bündnis: zu einigen Aspekten des Wachstums und der Bedeutung der Bündnispolitik. Union, Berlin 1985.
- Einklang von Rationalität und Humanität: zu sozialethischen Aspekten der Volkswirtschaft der DDR. Union, Berlin 1987.